# Caoimhín Kelleher
Caoimhin Odhran Kelleher (ur. 23 listopada 1998 w Corku) – irlandzki piłkarz występujący na pozycji bramkarza w angielskim klubie Liverpool oraz w reprezentacji Irlandii. Wychowanek Ringmahon Rangers.